# Кандидат-решение
Кандидат-решение е термин от областта на математическата оптимизация и други клонове на математиката, както и в алгоритмите за търсене от областта на компютърните науки, с който се означава елемент от множеството на възможните решения на дадена задача. Кандидат-решението не е задължително оптималното, вероятното или правдоподобното решение на задачата, то просто е едно от допустимите решения, които удовлетворяват всички ограничения на задачата. Оптимизационните задачи имат за цел да открият решения, които са не само допустими, но и оптимални (или достатъчно добри, макар и субоптимални).
Пространството от всички кандидат-решения се нарича дефиниционна област, дефиниционно множество, множество на допустимите стойности, област на допустимите стойности, пространство на търсенето или пространство на решенията. Задачите за оптимизация съдържат няколко ограничения, които трябва да са изпълнени едновременно, което води до наличието на множество кандидат-решения, изборът между които зависи от целевата функция.

## Пример
Всяка различна оптимизационна задача натоварва с различно практическо значение термина „кандидат-решение“. Например в задачата за търговския пътник кандидат-решение е всеки затворен маршрут на пътника между множество от градове, който съдържа всеки град (възел) само по веднъж (такъв маршрут се нарича хамилтонов цикъл). Фактическите решения на задачата са онези кандидат-решения, които удовлетворяват оптимизационния критерий — минимална дължина на маршрута.
- 1. Задача за търговския пътник (постановка)
- 2. Кандидат-решение
- 3. Кандидат-решение, което е оптималното за тази постановка на задачата